# Лоша срећа
Лоша срећа је први студијски албум певачице Вики Миљковић издат 1992. године за Дискос, у срадњи са Фута бендом. Музику су радили Александар Радуловић Фута и Зоран Тутуновић, док је продуцент био Срђан Чолић, а текстове писала Марина Туцаковић. Пратеће вокале је певала Ана Бекута.

## Списак песама
1. Сто посто
2. Стиди се
3. Малени
4. Пустила сам да ме дира
5. Дођи, види, па иди
6. Лоша срећа
7. Заспала сам у сузама
8. Мало коло